# جيمس فلمنج غوردون
جيمس فلمنج غوردون (بالإنجليزية: James Fleming Gordon)‏ هو محامي وقاضي أمريكي، ولد في 18 مايو 1918 في ماديسونفيل في الولايات المتحدة، وتوفي في 9 فبراير 1990.